# Gustav von Deutsch
Gustav von Deutsch (* 7. Februar 1825 in Graventhien,  Kreis Preußisch Eylau, Ostpreußen; † 2. Oktober 1878 in Puspern, Kreis Gumbinnen) war ein deutscher Jurist, der als Offizier im Sezessionskrieg kämpfte.

## Leben
Gustav von Deutsch studierte an der Albertus-Universität Königsberg und der Ruprecht-Karls-Universität Heidelberg Rechtswissenschaft. Er war ab 1845 Tuch- und Silberlitthauer und wurde 1846 auch im Corps Saxo-Borussia Heidelberg aktiv. Nach dem Ersten juristischen Examen und der gescheiterten Deutschen Revolution 1848/49 emigrierte er in die Vereinigten Staaten. Er ließ sich als Attorney in St. Louis nieder. Bei Ausbruch des Bürgerkrieges trat er in die Armee der Unionisten ein. Als Captain war er Kompaniechef der 1st Milwaukee Cavalry Company, die aus 84 überwiegend deutschen Dragonern bestand und im Herbst 1861 in ein Kavallerie-Regiment von Missouri überstellt wurde. Am 3. Oktober 1862 nahm er als Lieutenant-Colonel seinen Abschied. In St. Louis leitete von Deutsch den „Saengerbund“, aus dem sich 1866 der Musikerkreis „Arion of the West“ bildete. Er wurde als Cellist und Begleiter geschätzt. Von Deutsch erkrankte und kehrte nach Ostpreußen zurück. Erblindet starb er auf Puspern, dem Rittergut seines Jugendfreundes Theodor Kaeswurm.